# Prvenstvo Avstralije 1967
Prvenstvo Avstralije 1967 v tenisu.

## Moški posamično
Roy Emerson :  Arthur Ashe, 6–4, 6–1, 6–4

## Ženske posamično
Nancy Richey :  Lesley Turner Bowrey, 6–1, 6–4

## Moške dvojice
John Newcombe /  Tony Roche :  Bill Bowrey /  Owen Davidson, 3–6, 6–3, 7–5, 6–8, 8–6

## Ženske dvojice
Judy Tegart /  Lesley Turner :  Lorraine Robinson /  Evelyne Terras, 6–0, 6–2

## Mešane dvojice
Owen Davidson /  Lesley Turner :   Tony Roche /  Judy Tegart, 9–7, 6–4